# Đại công quốc Lietuva

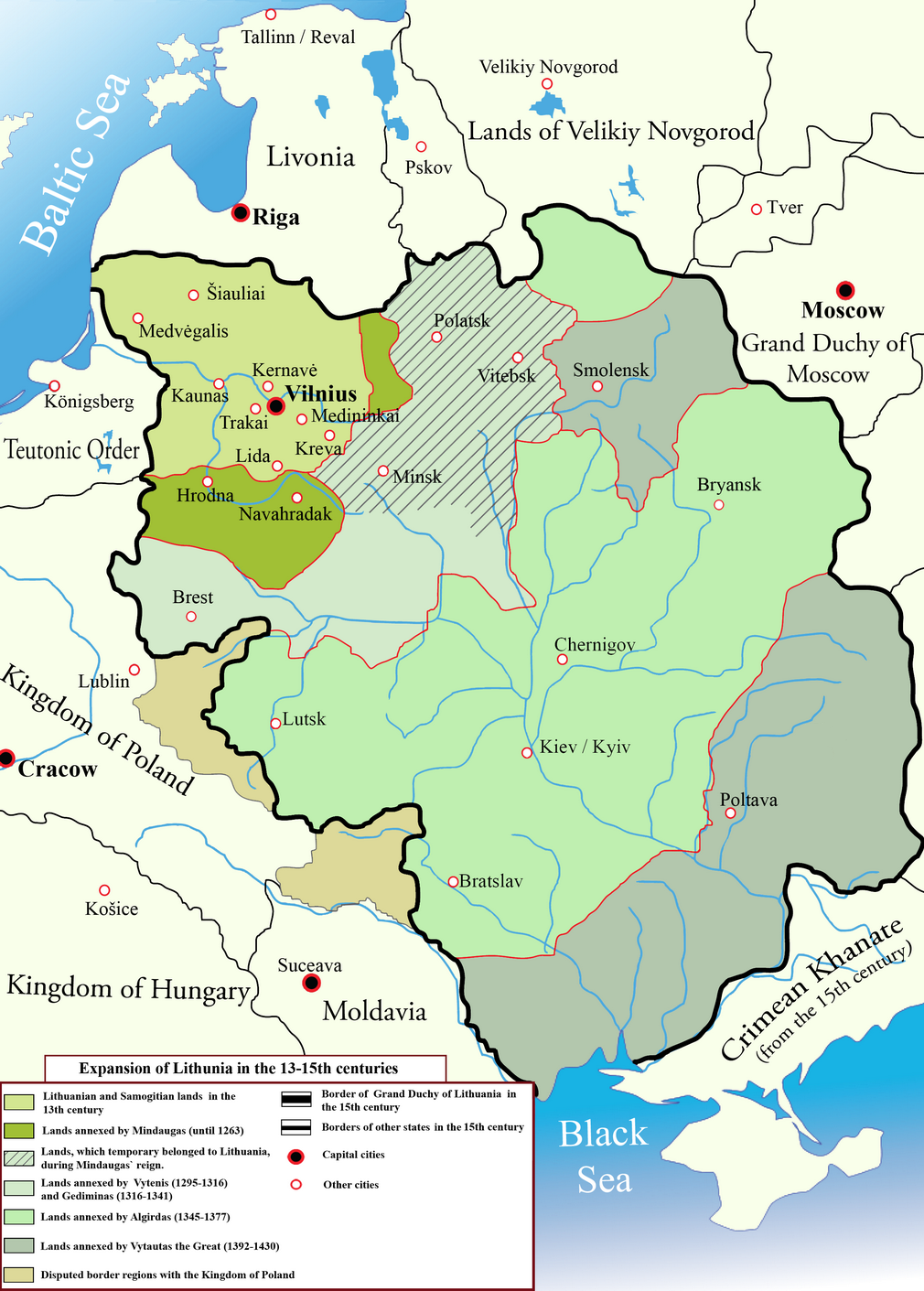
Đại lãnh địa Litva rộng lớn nhất vào đầu thế kỷ 15 dưới triều đại của Vytautas

Đại công quốc Lietuva (tiếng Litva: Lietuvos Didžioji Kunigaikštystė, tiếng Ba Lan: Wielkie Księstwo Litewskie, tiếng Nga: Великое княжество Литовское, tiếng Đức: Großfürstentum Litauen, tiếng Latinh: Magnus Ducatus Lituaniæ), còn gọi là Đại công quốc Litva, là một quốc gia ở Châu Âu tồn tại từ thế kỷ 13 đến năm 1569 khi trở thành một phần trong Liên bang Ba Lan-Litva bằng Hiệp ước Liên minh Lublin với Vương quốc Ba Lan. Sự tồn tại của Litva chấm dứt khi bản hiến pháp ngày 5 tháng 3 năm 1791 của Liên bang Ba Lan-Litva ban hành. Đại công quốc Lietuva do người Litva, một trong những bộ tộc Baltic đa thần đến từ Aukštaitija xây dựng nên. Đại công quốc Lietuva có lãnh thổ rộng lớn nhất vào thế kỷ 15, trở thành nước rộng lớn nhất tại châu Âu. Lãnh thổ của nó bao gồm toàn bộ lãnh thổ Belarus, Latvia, Litva ngày nay và một phần của Estonia, Moldova, Ba Lan, Ukraina, Nga.
Sự thống nhất vùng đất có người Litva sinh sống khởi đầu từ cuối thế kỷ 12. Mindaugas là người trị vì đầu tiên của Đại công quốc Lietuva, và cũng là vị vua duy nhất của Litva. Mindaugas đã rửa tội để trở thành một tín đồ Kitô giáo năm 1253 để lập liên minh với dòng tu Livonia. Litva là một nước đa thần do đó trở thành mục tiêu tấn công trong những cuộc thập tự chinh của các hiệp sĩ teutonic và dòng tu Livonian. Nhà nước đa dân tộc và đa tôn giáo chỉ xuất hiện vào cuối triều đại của Gediminas và tiếp tục phát triển dưới triều đại của con trai là Algirdas. Algirdas đã ký vào hiệp ước liên minh Kreva năm 1386 đưa đến hai thay đổi quan trọng trong lịch sử Litva là: chuyển đổi Litva thành một nước Kito giáo và thành lập liên minh với vương quốc Ba Lan.
Triều đại của Vytautas đại đế đã đánh dấu cả hai sự kiện lãnh thổ Litva mở rộng đến mức rộng lớn nhất và đánh bại dòng tu hiệp sĩ teutonic năm 1410 trong trận Grunwald. Triều đại của Vytautas cũng đánh dấu sự nổi lên của các quý tộc Litva. Sau cái chết của Vytautas, quan hệ của Litva với vương quốc Ba Lan rất xấu. Quý tộc Litva, bao gồm cả gia đình Radziwiłł cố gắng xóa bỏ liên minh cá nhân từ thời Vytautas với Ba Lan. Tuy vậy, sự thất bại trong cuộc chiến tranh với Đại công quốc Moskva của người Nga đã buộc liên minh với Ba Lan phải tồn tại. Cuối cùng, Liên minh Lublin năm 1569 đã tạo nên một quốc gia mới Liên bang Ba Lan-Litva. Trong liên bang này, Đại công quốc Lietuva vẫn duy trì nền chính trị riêng biệt của mình. Litva vẫn có một chính quyền riêng, luật pháp, quân đội và ngân khố quốc gia riêng. Liên bang Ba Lan-Litva đã thất bại trong việc ngăn chặn sự bành trướng lãnh thổ của Nga. Sau hàng loạt các cuộc chiến tranh tàn phá, Liên bang Ba Lan-Litva đã bị phân chia giữa Nga, Áo và Phổ năm 1795.

## Danh sách các đại công Litva
1. Mindaugas: 1236 - 1263, người sáng lập triều đại đầu tiên mang tên ông - triều Mindaugas
2. Treniota: 1263-1265, cháu trai Mindaugas
3. Vàišvilkas: 1265-1268, con trai út của Mindaugas
4. Švarnas: 1268-1269, con trai của Đại công Nga Daniel
5. Traidenis: 1270-1282, cháu họ xa của Mindaugas (?)
6. Daumantas: 1282-1285
7. Butigeidis: 1285-1291, người sáng lập triều đại Gediminid
8. Butvydas: 1291-1295. Anh trai của Butigeidis, cha của Vytenis và Gediminas
9. Vytenis: 1295-1316. Con Butvydas
10. Gediminas: 1316-1341. Con Butvydas, anh trai của Vytenis. Sau khi ông qua đời, tên miền đã được phân chia giữa 7 người con trai của ông.
11. Jaunutis: 1341-1345. Con út của Gediminas, bị lật đổ bởi hai người anh của mình Algirdas và Kęstutis.
12. Algirdas: 1345-1377. Con Gediminas. Đồng trị của ông là Kęstutis, người đã hoạt động ở phía tây. Algirdas là chủ yếu hoạt động ở phía đông.
13. Jogaila: 1382-1392. Con trai của Algirdas. Ông làm vua Ba Lan từ 1386-1434 và để Litva cho nhiếp chính Skirgaila trông coi.
14. Vytautas đại đế: 1392-1430. Con Kęstutis. Ông cùng với cha của mình chiến đấu chống lại Jogaila, sau đó trở thành đại công Litva trong năm 1392
15. Švitrigaila: 1430-1432. Con Algirdas, anh trai của Jogaila. Bị lật đổ bởi những người theo Žygimantas, con trai của Kęstutis.
16. Sigismund Kęstutaitis: 1432-1440. Con Kęstutis, anh trai của Vytautas. Bị giết bởi cựu vương Švitrigaila
17. Kazimierz IV: 1440-1492. Con Jogaila. Bầu và lên ngôi vua của Ba Lan năm 1447 sau cái chết của vua Wladyslaw Warnenczyk
18. Aleksander: 1492-1506. Con thứ sáu của Kazimierz IV. Bầu và lên ngôi vua của Ba Lan vào năm 1501 sau cái chết của vua Jan I Olbracht
19. Zygmunt I: 1506-1548. Con thứ 7 của Kazimierz IV, em trai của Aleksander.
20. Zygmunt II: 1548-1569. Con Zygmunt I. Người cai trị thực tế từ năm 1529.